# Ondřej Müller
 Ondřej Müller (* 1. ledna 1966, Praha) je český nakladatel, překladatel z němčiny a angličtiny, redaktor a autor komentářů ke sci-fi literatuře.
Do roku 1993 byl šéfredaktorem nakladatelství Winston Smith, do roku 1996 šéfredaktorem nakladatelství Arkadia a od roku 1998 programovým ředitelem nakladatelství Albatros. Kromě překladů (včetně odborných publikací) je autorem populárně-naučných knih a encyklopedií pro nakladatelství Albatros a článků a recenzí pro různá periodika (Lidové noviny, MF Dnes, Ikarie, Nemesis a další).

## Dílo

### Vlastní knihy
- Galerie géniů, aneb, Kdo byl kdo: věda, filozofie, umění (1999), společně s Vítem Haškovcem.
- Galerie géniů, aneb, Kdo byl kdo: osobnosti – Česko (2000), společně s Vítem Haškovcem.
- Galerie géniů, aneb, Kdo byl kdo: 200 osobností kultury 20. století (2003), společně s Vítem Haškovcem.
- Rok do kapsy (2003), společně s Irenou Tatíčkovou.
- Nový rotum do kapsy (2004), společně s Irenou Tatíčkovou.
- Kvízová horečka: toulky Evropou – otázky, správné odpovědi (2004), společně s Irenou Tatíčkovou.
- Svět v souvislostech (2005), společně s Vítem Haškovcem.

### Překlady z angličtiny
- Marion Zimmer Bradley: Darkover. Dům Thendara (1998).
- Philip Kerr: Ezau (1997)
- Bruce Sterling: Drsné počasí (1998).
- Robert Louis Stevenson: Poklad na ostrově (1999).

### Překlady z němčiny
- Michael Ende: Vězení svobody (1994).
- Andreas Eschbach: Tkalci gobelínů (2001).
- Andreas Eschbach: Solární stanice (2007).
- Viktor Farkas: Zázračné skuteřnosti (1997).
- Horst Heidbrink: Psychologie morálního vývoje (1997).
- Wolfgang Jeschke: Temné brány času (1992).
- Joachim Friedrich: Čtyři a půl kamaráda (2000).
- Joachim Friedrich: Čtyři a půl kamaráda a vánoční spiknutí (2001).
- Joachim Friedrich: Čtyři a půl kamaráda a tajemství sedmé okurky (2001).
- Joachim Friedrich: Čtyři a půl kamaráda a záhadná nemoc (2002).
- Joachim Friedrich: Čtyři a půl kamaráda a bdělí trpaslíci (2002).
- Joachim Friedrich: Čtyři a půl kamaráda a výkřik z ředitelny (2003).
- Joachim Friedrich: Čtyři a půl kamaráda a krokodýl z internetu (2003).
- Joachim Friedrich: Čtyři a půl kamaráda a ukradený Diamant (2004).
- Joachim Friedrich: Čtyři a půl kamaráda a podezřelý ředitel (2004).
- Joachim Friedrich: Čtyři a půl kamaráda a skandál ve škole (2005).
- Joachim Friedrich: Čtyři a půl kamaráda a osudný dřep (2005).
- Joachim Friedrich: Čtyři a půl kamaráda a stopa zapomenuté ponožky (2006).
- Joachim Friedrich: Čtyři a půl kamaráda a zrádný agent (2015).
- Joachim Friedrich: Čtyři a půl kamaráda a případ falešného kuchaře (2015).
- Joachim Friedrich: Čtyři a půl kamaráda a loupež v galerii (2015).
- Joachim Friedrich: Klobása 007 a SMS (2004).
- Joachim Friedrich: Klobása 007 a internet (2004).
- Walter Krämer: Lexikon populárních omylů (1998).
- Michael Peinkofer: Hvězdní rytíři. Pevnost ve vesmíru (2015)

### Sestavené antologie a výbory
- Na vrcholu Zlatého věku (1996), společně s Pavlem Medkem, klasické sci-fi povídky ze 40. let.
- Tunel do věčnosti (1999), výběr světových autorů sci-fi.
- Strašidla, duchové & spol. (2001).
- Přízraky, zázraky & spol. (2007).
- Imperium Bohemorum: fantastické dějiny zemí Koruny české (2007).
- Henry Kuttner: Past v čase (2008).
- Robert E. Howard: Z Divokého západu (2009), společně s Pavlem Medkem.
- Robert E. Howard: Krok ze tmy (2010), společně s Pavlem Medkem.
- Upíři, démoni & spol. (2010).
- Dobrodružný svět Zdeňka Buriana (2016), společně s Rostislavem Walicou – nominace na Literu za nakladatelský čin.
- Poklad dobrodružných příběhů (2017), společně s Vítem Haškovcem.